# 소희 (전한)
소희(蕭喜, ? ~ 기원전 14년)는 전한 말기의 제후이자 관료로, 개국공신 소하의 후손이다.

## 생애
본래 남련장(南䜌長)을 지내고 있었는데, 영시 원년(기원전 16년) 죄를 지은 소획의 뒤를 이어 찬후(酇侯)에 봉해졌다. 2년 후 죽으니 시호를 희(釐)라 하였고, 아들 소존이 작위를 이었다.

## 출전
- 반고, 《한서》
  - 권16 고혜고후문공신표
  - 권39 소하조참전

| 전임 소획 | 전한의 찬후 기원전 16년 7월 계묘일 ~ 기원전 14년 | 후임 아들 찬질후 소존 |